# Phéophorbide a
Le phéophorbide a est un tétrapyrrole intermédiaire de la dégradation de la chlorophylle.
Il est employé comme photosensibilisant en photochimiothérapie.